# 豊南村
豊南村（となみむら）は、愛知県渥美郡にあった村である。
現在の豊橋市の一部（城下町・伊古部町・東赤沢町・西赤沢町など）に該当する。

## 歴史
- 1878年（明治11年） - 城下村、高塚村、赤沢村、万場新田、西伊古部村、東伊古部村が合併し、豊南村となる。
- 1884年（明治17年） - 豊南村から高塚村、伊古部村[1]が分立する。
- 1889年（明治22年）10月1日 - 豊南村、伊古部村が合併し、豊南村が発足。
- 1906年（明治39年）8月31日 - 高根村と合併し、高豊村が発足。同日豊南村は廃止。